# (2666) Gramme
(2666) Gramme ist ein Asteroid des Hauptgürtels, der am 8. Oktober 1951 vom belgischen Astronomen Sylvain Julien Victor Arend in Ukkel entdeckt wurde. 
Der Asteroid ist nach dem belgischen Erfinder und Elektro-Ingenieur Zénobe Gramme benannt.